# Aphaenogaster picena
Aphaenogaster picena é uma espécie de inseto do gênero Aphaenogaster, pertencente à família Formicidae.